# Nico González
Nicolás "Nico" González Iglesias, född 3 januari 2002, är en spansk fotbollsspelare som spelar för Manchester City i Premier League.

## Karriär
Nico González debuterade i La Liga den 15 augusti 2021 i en 4–2-vinst över Real Sociedad, där han blev inbytt i den 83:e minuten mot Sergio Busquets.

## Privatliv
Nico González är son till den tidigare fotbollsspelaren och Deportivo La Coruña-legendaren Fran González.